# 馬斯和
馬斯和（1575年—？年），字動甫，號繼竹，河南省開封府項城縣人，軍籍，明朝政治人物。

## 生平
萬曆三十七年（1609年）己酉科順天鄉試第十五名舉人，萬曆三十八年（1610年）庚戌科會試六十五名，第三甲第九十七名進士。刑部觀政，授山西太原府文水縣知縣，四十四年陞刑部主事。

## 家族
曾祖馬明；祖馬雄；父馬𤦹，庠生、贈文林郎山西文水縣知縣；母常氏（贈孺人）。永感下。兄斯臧（庠生）；斯才；斯作；斯徂；斯征；斯健；斯立；斯行。子泰申。